# Герб Аннинского района
Герб Аннинского района — официальный символ административно-территориальной единицы (района) и муниципального образования (муниципальный район) Аннинский район Воронежской области Российской Федерации. Герб утверждён решением Совета народных депутатов Аннинского муниципального района (№ 11) от 2 августа 2007 года, внесён в Государственный геральдический регистр Российской Федерации под регистрационным номером 3554.

## Описание герба
Официально описание герба гласит:
В серебряном поле на оконечности, выстланной золотыми колосьями и узко завершённой зеленью, — церковная главка, крытая ромбовидными лазоревыми листами с золотыми нитевидными краями и завершённая шестиконечным золотым крестом на таковом же шаре.

## Обоснование символики
Герб языком символов и аллегорий отражает исторические, природные и экономические особенности Аннинского района.
В настоящее время Аннинский район — один из крупных сельскохозяйственных районов области, а в районном центре — поселке Анна — сосредоточены крупные предприятия перерабатывающей промышленности. Климат и мощные чернозёмы определили основное занятие жителей района: хлебопашество и животноводство. Традиционным направлением в растениеводстве является выращивание зерновых культур, сахарной свеклы и подсолнечника, в животноводстве — крупного рогатого скота и свиней. О развитом сельскохозяйственном производстве говорит оконечность герба, выстланная золотыми колосьями.
Золотые колосья — символ роста, обновления и развития, благополучия, богатства. Церковная главка символизирует Христо-Рождественский храм, расположенный в посёлке Анна, и является символом веры и духовности. Золото в геральдике — символ богатства, уважения, интеллекта, стабильности. Серебро — символ мира, взаимопонимания, чистоты. Зелёный цвет — символ радости, жизни, изобилия, возрождения, природы и плодородия, а также здоровья. Лазурь (синий, голубой) — символ возвышенных устремлений, мышления, искренности и добродетели.
Идея герба: Сергей Афанасьев (п. Анна), Константин Мочёнов (Химки); обоснование символики: Юрий Коржик (Воронеж); художник и компьютерный дизайн: Оксана Афанасьева (Москва).